# Renaud Hallouin
Renaud Hallouin, né le 29 janvier 1981, est un gardien de but international français de rink hockey venant du club de Noisy-le-Grand et passé par Coutras. 

## Parcours
Entre 1996 et 1999, il est régulièrement sélectionné en équipe de France jeune. 
En 2001, il joue en première division avec le club de Noisy. 
En 2008, il est retenu pour participer à la préparation du championnat d'Europe avec l'équipe de France. 
En 2017, il devient l'entraineur des gardiens du club de Noisy-le-Grand. 

## Palmarès
Il participe à l'édition 2009 de la coupe des nations et termine à la 6e place. 